# Tiago dos Santos Alves
Tiago dos Santos Alves, meglio noto come Tiago Alves (Belo Horizonte, 29 maggio 1984), è un ex calciatore brasiliano, di ruolo difensore.

## Caratteristiche tecniche
È un difensore centrale.